# Biserica de lemn din Sighetu Silvaniei

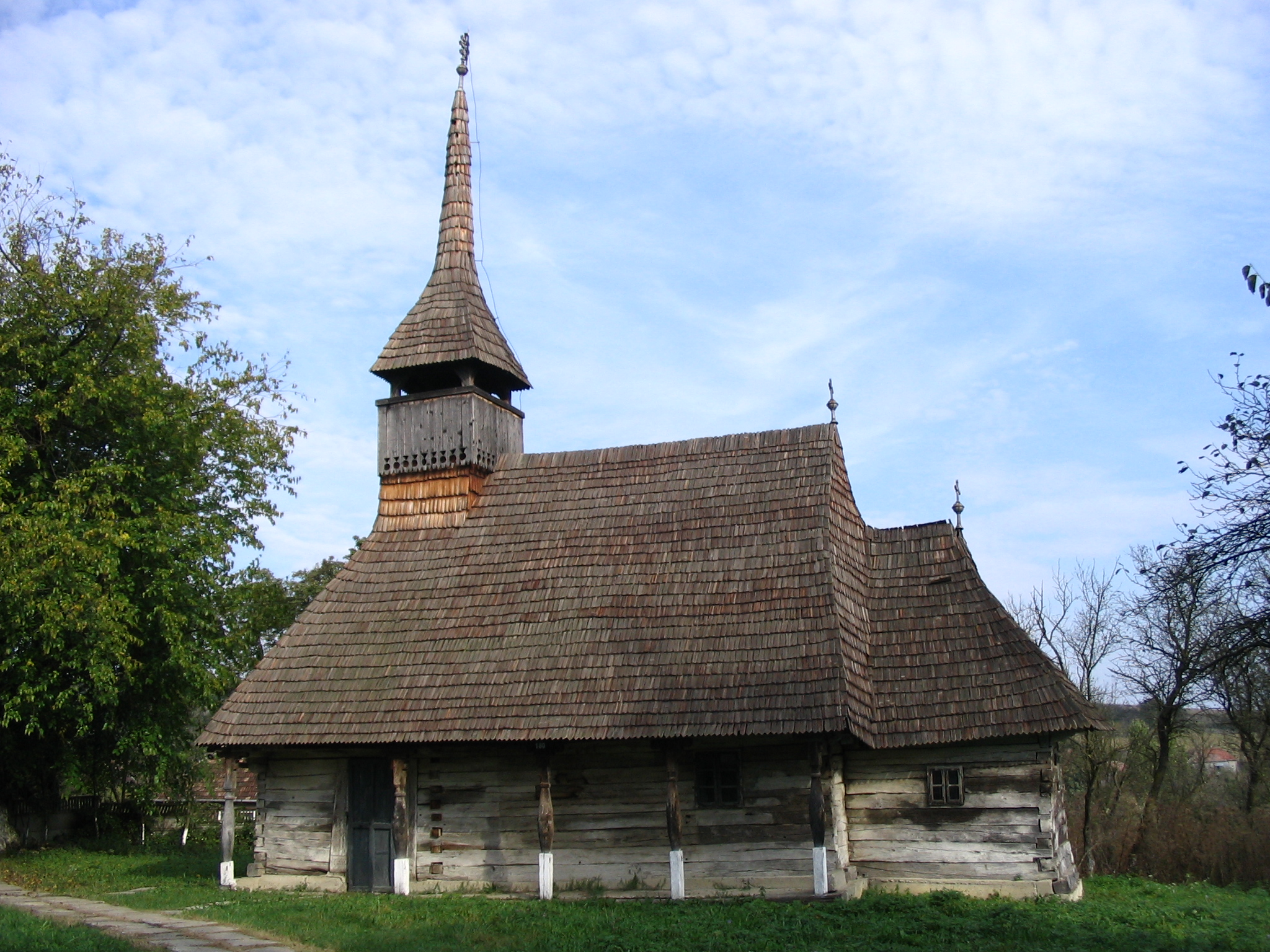
Biserica de lemn din Sighetu Silvaniei

Biserica de lemn din Sighetu Silvaniei se află în localitatea omonimă din județul Sălaj. După istoricul Petri Mór biserica ar data din 1632 și conform tradiției ar fi adusă din satul Sălăjeni. Biserica se află pe noua listă a monumentelor istorice sub codul LMI:  SJ-II-m-B-05113.

## Istoric și trăsături
Într-un act al parohiei Sighetu Silvaniei s-a găsit o afirmație, potrivit căreia, biserica de lemn ar fi fost dăruită sătenilor de către baronul Zvinghi Gheza, din Supuru de Jos, județul Satu Mare, la intervenția proprietarului satului, Kemeni Arpad. Conform acestei ipoteze, biserica ar fi fost adusă aici în anul 1875. Biserica a fost folosită pentru serviciul liturgic până în anul 1995, când a fost terminată biserica nouă. Desele restaurări au dus la înlocuirea bârnelor mâncate de vreme și au alterat într-o oarecare măsură forma inițială, fără a-i modifica însă planimetria. În perioada 1950-1952, biserica a fost tencuită în interior, ceea ce a dus la acoperirea picturii.
Planul este format din pronaos, naos și absida altarului pătrată, decroșată. Este construită din cununi de bârne orizontale, încheiate în cheotori drepte. Turnul este delimitat prin scânduri, terminate în partea de jos cu elemente decorative, realizate prin traforare. Prispa de pe latura de sud a bisericii de lemn este simplă, ca și stâlpii care o mărginesc. Îmbinarea contrafișelor, frumos modelate, a rămas cea originală, în cuie de lemn. Pronaosul este tăvănit, iar naosul și altarul sunt acoperite de o boltă semicilindrică. Datorită proporțiilor reduse ale construcției, sunt doar două uși de trecere spre altar.